# Yuri Confortola
Yuri Confortola (Tirano, 24 aprile 1986) è un ex pattinatore di short track italiano. Ha rappresentato l'Italia a cinque edizioni consecutive dei Giochi olimpici invernali da Torino 2006 a Pechino 2022, vincendo una medaglia d'argento e una di bronzo.

## Biografia
È alto 1,68 metri ed ha un peso forma di 70 chilogrammi. Si è formato nella società valtellinese ASD Bormio Ghiaccio ed è entrato nel giro della nazionale nel 2004. 
Ha fatto il suo esorgio alle Olimpiadi a Torino 2006, dove si è classificato al quarto posto nella staffetta 5000 m con Fabio Carta, Nicola Franceschina e Nicola Rodigari.
L'8 gennaio 2008 è entrato a far parte del Gruppo Sportivo Forestale.
Ha rappresentato l'Italia ai Giochi olimpici di Vancouver 2010.
Ha gareggiato nella staffetta 5000 metri, con i compagni di nazionale Nicola Rodigari, Nicolas Bean, e Claudio Rinaldi, dove è stato eliminato in semifinale per squalifica, dopo una caduta che ha danneggiato la squadra francese.
Nei 1500 metri è arrivato sino alla finale B, dove ha concluso la prova con una squalifica. In semifinale con 2'13"645 aveva concluso al terzo posto, dietro al sudcoreano Sung Si-bak (2'13"585), allo statunitense J.R. Celski (2'13"606), mancando la finale per le medaglie per soli 39 millesimi di secondo.
Ha rappresentato l'Italia ai Giochi olimpici di Soči 2014.
Si è qualificato per i Giochi olimpici di Pyeongchang 2018, arrivando settimo nei 1.000 metri e ventunesimo nei 500 metri. Nei 1.500 metri è stato eliminato nelle batterie a seguito di una penalità comminata dal giudice di gara.
Ai Dordrecht 2019 ha vinto la medaglia d'oro nei 3000 metri, precedendo l'israeliano Vladislav Bykanov e l'ungherese Shaoang Liu.
Agli europei di Danzica 2021, dove si è laureato vicecampione europeo nella staffetta 5000 metri, con i connazionali Luca Spechenhauser, Andrea Cassinelli e Pietro Sighel.
Ai mondiali di Dordrecht 2021 ha ottenuto la medaglia di bronzo nella staffetta 5000 metri con Luca Spechenhauser, Tommaso Dotti e Pietro Sighel.
Ha fatto parte della spedizione olimpica a Pechino 2022, dove ha vinto la medaglia d'argento nella staffetta mista (con Arianna Fontana, Martina Valcepina, Pietro Sighel, Andrea Cassinelli e Arianna Valcepina) e la medaglia di bronzo nella staffetta maschile 5000 m (assieme a Pietro Sighel, Tommaso Dotti e Andrea Cassinelli).
Ha annunciato il ritiro dall'attività agonista il 20 marzo 2024, poco prima del compimento dei 38 anni.

## Record personali
- 500 metri	40.869 20/02/18	Gangneung KOR	        Olimpiadi Invernali
- 1000 metri	1:23.354	11/11/18	Salt Lake City USA	ISU Worldcup 2
- 1500 metri	2:11.057	20/10/12	Calgary CAN	        Samsung ISU World Cup
- 3000 metri	4:43.014	13/01/19	Dordrecht NED	        ISU European Shorttrack Speedskating Championships

## Palmarès
- Olimpiadi

Pechino 2022: argento nella staffetta 2000 m mista; bronzo nella staffetta 5000 m
- Mondiali

Dordrecht 2021: bronzo nella staffetta 5000 m;
- Mondiali a squadre

Budapest 2007: bronzo
- Europei

Krynica Zdrój 2006: oro nella staffetta 5000 m;
Sheffield 2007: argento nei 1000 m;
Ventspils 2008: oro nella staffetta 5000 m;
Torino 2009: oro nella staffetta 5000 m; argento nei 1000 m; bonzo nei 500 m;
Malmö 2013: bronzo nei 1500 m;
Torino 2017: bronzo nella staffetta 5000 m;
Dordrecht 2019: oro nei 3000 m;
Debrecen 2020: bronzo nella staffetta 5000 m;
Danzica 2021: argento nella staffetta 5000 m;
- Universiadi

Torino 2007: bronzo nella staffetta 5000 m;
- Giochi mondiali militari

Soči 2017: argento nei 1000 m; argento nella staffetta 3000 m mista;